# 隱棘刺鳅
隱棘刺鰍為輻鰭魚綱合鰓目刺鰍亞目刺鰍科的其中一種，分布於非洲喀麥隆、奈及利亞、剛果民主共和國的淡水流域，體長可達30.2公分，棲息在底層水域，屬肉食性，可做為食用魚。